# Tatry. Przewodnik szczegółowy
Tatry (podtytuł: Przewodnik szczegółowy. Tom ...) – szczegółowe opracowanie topografii Tatr, zarówno Tatr Polskich, jak i Tatr Słowackich oraz przewodnik wspinaczkowy opisujący wszystkie drogi, ścieżki, perci i drogi wspinaczkowe w Tatrach. Zawiera fotografie, rysunki ścian, plany grani, skałoplany. Autorem jest Władysław Cywiński, wybitny znawca Tatr, wieloletni ratownik TOPR-u, przewodnik tatrzański i taternik, autor wielu pierwszych przejść w Tatrach.
Opracowanie liczy 19 tomów. Początkowo W. Cywiński planował, że będzie ich około 60, później zredukował tę liczbę do około 30. Nie zdążył dokonać dzieła. 18 tomów wyszło za jego życia, dziewiętnasty już po jego śmierci. Zginął tragicznie podczas wspinaczki w masywie Tępej.
Wykaz tomów i liczba stron:
- tom 1. Masyw Giewontu, s. 235,
- tom 2. Czerwone Wierchy. Małołączniak – Kopa Kondracka, s. 183,
- tom 3. Czerwone Wierchy. Część zachodnia, s. 219,
- tom 4. Tatry Bielskie. Część zachodnia, s. 217,
- tom 5. Tatry Bielskie. Część wschodnia, s. 176,
- tom 6. Młynarz, s. 295,
- tom 7. Grań Żabiego, s. 232,
- tom 8. Cubryna, s. 241,
- tom 9. Rysy, s. 220,
- tom 10. Mięguszowieckie Szczyty, s. 274,
- tom 11. Szpiglasowy Wierch, s. 276,
- tom 12. Wołowy Grzbiet, s. 178,
- tom 13. Kasprowy Wierch, s. 251,
- tom 14. Grań Hrubego, s. 234.
- tom 15. Grań Baszt, s. 330,
- tom 16. Ganek, s. 230,
- tom 17. Rumanowy. Żłobisty, s. 194,
- tom 18. Granaty, s. 311,
- tom 19. Główna grań Tatr. s. 209[1]

Wszystkie tomy mają jednolity układ. Przy ich tworzeniu W. Cywiński kieruje się zasadami, które opisał w I tomie Giewont:
- w każdym tomie opisywane są doliny, szczyty, przełęcze, jeziora, potoki, jaskinie i wszystkie inne obiekty;
- w każdym tomie numeracja dróg i dróg wspinaczkowych rozpoczyna się na nowo;
- wszystkie obiekty i drogi wspinaczkowe opisywane są w kolejności od wschodu na zachód i zgodnie z ruchem wskazówek zegara;
- obiekty wybitne posiadają oddzielne rozdziały;
- kierunki podawane są zgodnie z kierunkiem przejścia (prawo, lewo, góra, dół), jeśli orograficznie, to uzupełnia się to uwagą, że kierunek jest podany orograficznie;
- stosowane są nazwy zgodne z wcześniej istniejącymi opisami. Dla wielu obiektów dotąd nienazwanych W. Cywiński tworzy nowe nazwy;
- trudności dróg wspinaczkowych podawane są według skali UEA (tatrzańskiej);
- czasy przejść podawane są dla przeciętnego turysty lub wspinacza, bez uwzględnienia przerw na odpoczynek;
- wysokości według ogólnie dostępnych map i przewodników;
- dane historyczne obejmują termin zdobycia szczytu, pierwsze przejście letnie i zimowe, autorzy przejścia, jego czas i stopień trudności.